# Formalitat
Una formalitat és un procediment establert o un conjunt de conductes i expressions, conceptualment similar a un ritual, encara que en general secular i menys participat. Una tràmit pot ser tan simple com salutacions en la cultura occidental amb el procediment definit acuradament com a encaixades de mans, salutacions formals, i intercanvi de targetes de visita que poden marcar com dos homes de negocis es presenten al Japó. En els cercles jurídics i diplomàtics, les formalitats inclouen qüestions com ara una salutació a un vinent cap d'Estat amb l'adequat himne nacional.
Cultures i grups dins de les cultures sovint tenen diferents graus de formalitat que sovint poden resultar fonts de frustració o insult accidental quan s'interacciona amb gent amb diferents expectatives o preferències.